# Albești (Botoșani)
Albești es una comuna y pueblo de Rumania ubicada en el distrito de Botoșani.
Según el censo de 2011, tiene 6387 habitantes, mientras que en el censo de 2002 tenía 6617 habitantes. La mayoría de la población es de etnia rumana (91,85 %), con una minoría de gitanos (3,52 %).
La mayoría de los habitantes son cristianos de la Iglesia Ortodoxa Rumana (76,46 %), con una importante minoría de pentecostales (18,27 %).
En la comuna existen seis pueblos (población en 2011):
- Albești (pueblo), 1932 habitantes;
- Buimăceni, 793 habitantes;
- Coștiugeni, 610 habitantes;
- Jijia, 584 habitantes;
- Mășcăteni, 413 habitantes;
- Tudor Vladimirescu, 2055 habitantes.

El pueblo se ubica unos 30 km al este de Botoșani, sobre la carretera 282, carretera secundaria que une Iași con Lipcani.